# Табита Кинг
Табита Кинг (на английски: Tabitha King) е американска фотографка и писателка, съпруга на Стивън Кинг.

## Биография и творчество

### Ранни години
Табита Кинг е родена на 24 март 1949 г. в Олд Таун, щата Мейн. Рожденото ѝ име е Табита Джейн-Франсис Спрюс (Tabitha Jane-Frances Spruce). Тя е едно от осемте деца в семейство Спрус.
Завършва началното си образование в родния си град, после гимназия в град Бангор и през 1971 г. получава бакалавърска степен по история от Университета на Мейн.

### Семейство
Табита среща своя съпруг, Стивън Кинг, докато още учи и работи в библиотеката Фоглър. Двамата сключват брак на 2 януари 1971 г. и имат три деца: Наоми Рейчъл, Джоузеф Хилсторм и Оуен Филип. Последните двама също стават писатели.

### Писателска дейност
Табита Кинг е публикувала седем романа и един пътепис. Романите Small World, One on One и Survivor получават добри отзиви от литературната критика и читателите. Книгата Candles Burning, преведена на български като „Лица във водата“ и издадена от ИК „Бард“ (ISBN 978-954-585-824-6), е плод на съвместна дейност с Майкъл Макдауъл.
Името „Табита“ (или „Табити“) е име на главната скитска богиня, съответстваща на гръцката богиня Хестия. Табита е богиня на огъня, домашното огнище, на рода и семейството. За разлика от Елада и Рим (богинята Веста), тук Табита е върховно божество и съответства на индоарийския Агни и иранския Атар.

## Други приноси и компилации
- Murderess Ink: The Better Half of the Mystery, Dilys Winn, ed., Bell, 1979
- Shadows, Volume 4, C. L. Grant, ed., Doubleday, 1981
- Midlife Confidential, ed. David Marsh et al, photographs by Tabitha King, Viking Penguin, 1994

## Допълнителна информация
- Табита Кинг се занимава с фотография и много нейни авторски снимки са използвани за обложки на корици на книги на съпруга ѝ, Стивън Кинг.
- Табита Кинг се занимава с каяк.
- Увлича се от изобразително изкуство в стил сюрреализъм.